# Нелсон Фалкао
Нелсон Фалкао (порт. Nelson Falcão, 30 квітня 1946) — бразильський яхтсмен.
Бронзовий призер Олімпійських Ігор 1988 року в класі Зоряний.